# La poupée
La poupée é um filme de ficção científica francês-italiano de 1962 dirigido por Jacques Baratier. Foi celebrado no 12º Festival Internacional de Berlim.

## Elenco
- Zbigniew Cybulski - Prado Roth
- Sonne Teal - Marion / La Poupée
- Claudio Gora - Moren, o banqueiro
- Catherine Milinaire - Mirt
- Jean Aron - Prof. Palmas
- Sacha Pitoëff - Sayas
- Daniel Emilfork
- Jacques Dufilho - O índio
- Gabriel Jabbour - Joachim
- Michel de Ré - Gervasio
- László Szabó - Pascuel
- Roger Karl - Terremoche
- Jean Galland - Gonziano
- Max Montavon - Cientista